# 워크 (낱말)

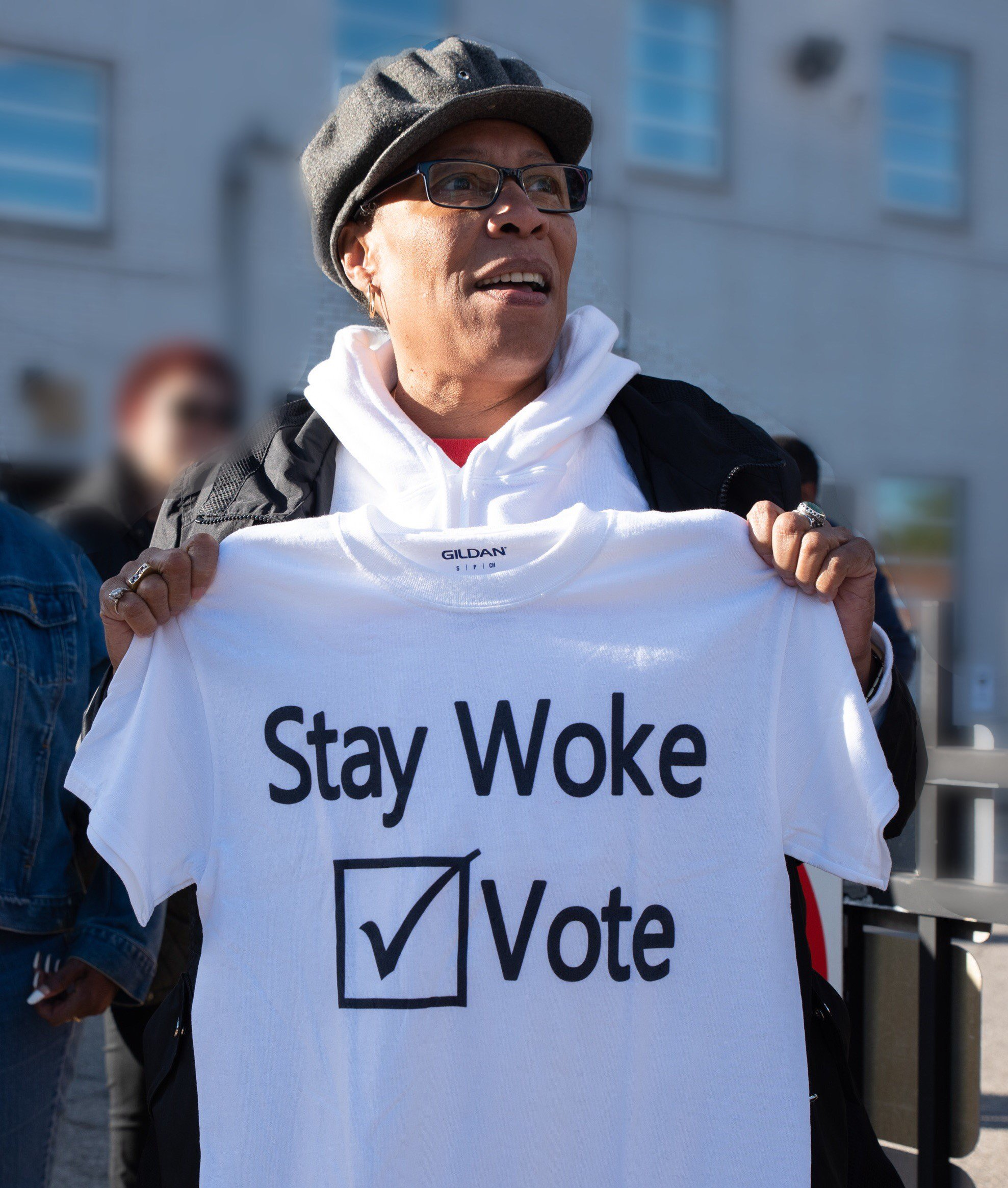
2018년 "깨어있어라: 투표해라"라고 적힌 티셔츠를 들고 있는 당시 미국 하원의원 마샤 퍼지.

워크(woke)는 "인종적 편견과 차별에 대한 경계"를 의미하는 형용사로 (직역으로 "깨어있는"이라는 뜻) 영미권, 특히 미국에서 많이 쓰이는 표현이다. 원래는 아프리카계 미국인 사투리 (AAVE)에서 파생되었다. 2010년대부터 인종차별, 성차별, LGBT 인권 부정 등 사회적 불평등에 대한 폭넓은 인식을 포괄하게 되었으며 또한 미국의 백인 특권과 노예 배상안과 같은 정체성 정치 및 사회 정의와 관련된 미국 좌파의 일부 아이디어에 대한 약어로 사용된 바 있다.
"깨어있어라 (stay woke)"라는 문구는 1930년대부터 아프리카계 미국인 사투리 (AAVE)에 사용되었으며 어떤 경우에는 아프리카계 미국인에게 영향을 미치는 사회적, 정치적 문제에 대한 인식을 의미하기도 했다. 20세기 중반에는 레드 벨리의 작품, 2000년 이후에는 에리카 바두의 작품에서 사용되기도 했다.
워크라는 용어는 2010년대에 더욱 인기를 얻었고 시간이 지날수록 인종차별의 문제를 넘어 소외된 집단 자체, 특히 젠더 및 정체성과 점점 더 연결되었다. 2014년의 퍼거슨 불온사태 기간에는 Black Lives Matter 운동가들 (아프리카계 미국인에 대한 경찰의 총격 사건에 대한 인식을 의식화하려는 단체)에 의해 대중화되었다. 트위터 내 흑인 유저 층 사이에서 워크가 사용되자 점점 더 많은 백인들에 의해 사용되었고 이는 스스로를 BLM 지지자로 식별하기 위함이었다 (일부 평론가들은 이러한 사용법을 문화적 전유라고 비판했다). 워크는 밀레니얼 세대와 Z세대 사이에서 인기를 얻었으며 국제적으로 사용이 확산되자 2017년 옥스포드 영어 사전에 추가되었다.
2020년에 와서는 여러 서방 국가의 많은 정치적 우파에서 쓰였으며 다양한 좌파 및 진보 운동과 이데올로기에 대한 멸칭으로 사용되었다. 그 결과, 일부 논평자들은 정체성과 인종과 관련된 진보적 사상을 옹호하는 사람들을 비하한다는 이유로 워크를 모욕적인 표현이라고 보게 되었다. 이후, 진정한 변화가 아닌 재정적 또는 정치적 편의를 위해 진보적 대의를 주장하는 개인이나 단체(동성애를 옹호하는 소비자의 비위를 맞추기 위해 가게에 무지개기를 거는 행위 등)를 비판하기 위해 워크워싱(woke-washing) 및 워크 자본주의(woke capitalism)와 같은 용어도 탄생했다.